# Helladia millefolii
Helladia millefolii là một loài bọ cánh cứng trong họ Cerambycidae.